# سلامة أبو قاسم
سلامة أبو قاسم (1947-) ويعرف أيضًا باسمه الحركي اللواء مازن عز الدين، هو مؤرخ فلسطيني وقيادي في حركة فتح. ولد في دير البلح حيث تلقى تعليمه الابتدائي والإعدادي في مدرسة ديرالبلح الأميرية للبنين، والثانوي في مدرسة خالد بن الوليد الثانوية للبنين، والثانوية من مدرسة المنفلوطي (مدرسة دير البلح للبنين) عام 1965. التحق بمعهد المعلمين في الإسكندرية بين عامي 1965-1967. حاصل على الليسانس في التاريخ من جامعة صنعاء عام 1989، كما حصل على دبلوم علاقات عامة في الدراسات العليا بتقدير ممتاز، ودرجة الماجستير في التاريخ العكسري للثورة الفلسطينية (1967-1973) من جامعة عين شمس وجامعة الأقصى عام 2005. ودرجة الدكتوراة من جامعات الاتحاد السوفيتي.

## حياته العملية
انضم سلامة زيدان لتنظيم حركة فتح عام 1965وعمل نائباً للطيب عبدالرحيم عندما كان المفوض السياسي العام، ونائباً للواء نصر يوسف عندما كان المفوض السياسي العام، ونائباً لعثمان أبو غربية عندما كان المفوض السياسي العام وعينه وزير الداخلية المفوض السياسي العام لهيئة التوجيه السياسي والوطني. حصل على تدريب عسكري في الكلية الحربية الليبية في بنغازي عام 1969. ودورة في قادة السرايا من جمهورية الصين الشعبية عام 1975، ودورة في قادة الكتائب عام 1976من أكاديمية فيسترل في الاتحاد السوفيتي، ودورة إدارة عامة للعلوم العسكرية في الدنمارك عام 1995. وشغل منصب نائباً للمفوض السياسي العام بين عامي 1983-2006. وكان عضواً في المجلس الثوري والمجلس الوطني والمجلس الإستشاري ومجلس الأمن القومي.

## مؤلفاته
صدر له العديد من الكتب منها:
- بحث ملحق البيروساكيا.
- الطريق إلى طرابلس.
- العسكرية الفلسطينية ذروة الكفاح المسلح والإقتلاع 1973-2000.
- عمليات هزت عرش إسرائيل، صدر عام 2021.